# Pfeifferhütte
Pfeifferhütte ist ein Gemeindeteil der Gemeinde Schwarzenbruck im Landkreis Nürnberger Land (Mittelfranken, Bayern). Pfeifferhütte liegt teils in der Gemarkung Oberferrieden, teils in der Gemarkung Lindelburg.

## Geografische Lage
Das Dorf ist weitestgehend von Wald umgeben und liegt am Ludwig-Donau-Main-Kanal mit denkmalgeschützten Schleusen und an der Bundesstraße 8. Jene führt nach Schwarzenbruck (3,7 km nordwestlich) bzw. nach von Oberferrieden führt (2,8 km südöstlich). Die Kreisstraße LAU 31 verläuft nach Unterferrieden (1,4 km südlich). Eine Gemeindeverbindungsstraße führt nach Oberlindelburg (1 km südwestlich).

## Geschichte

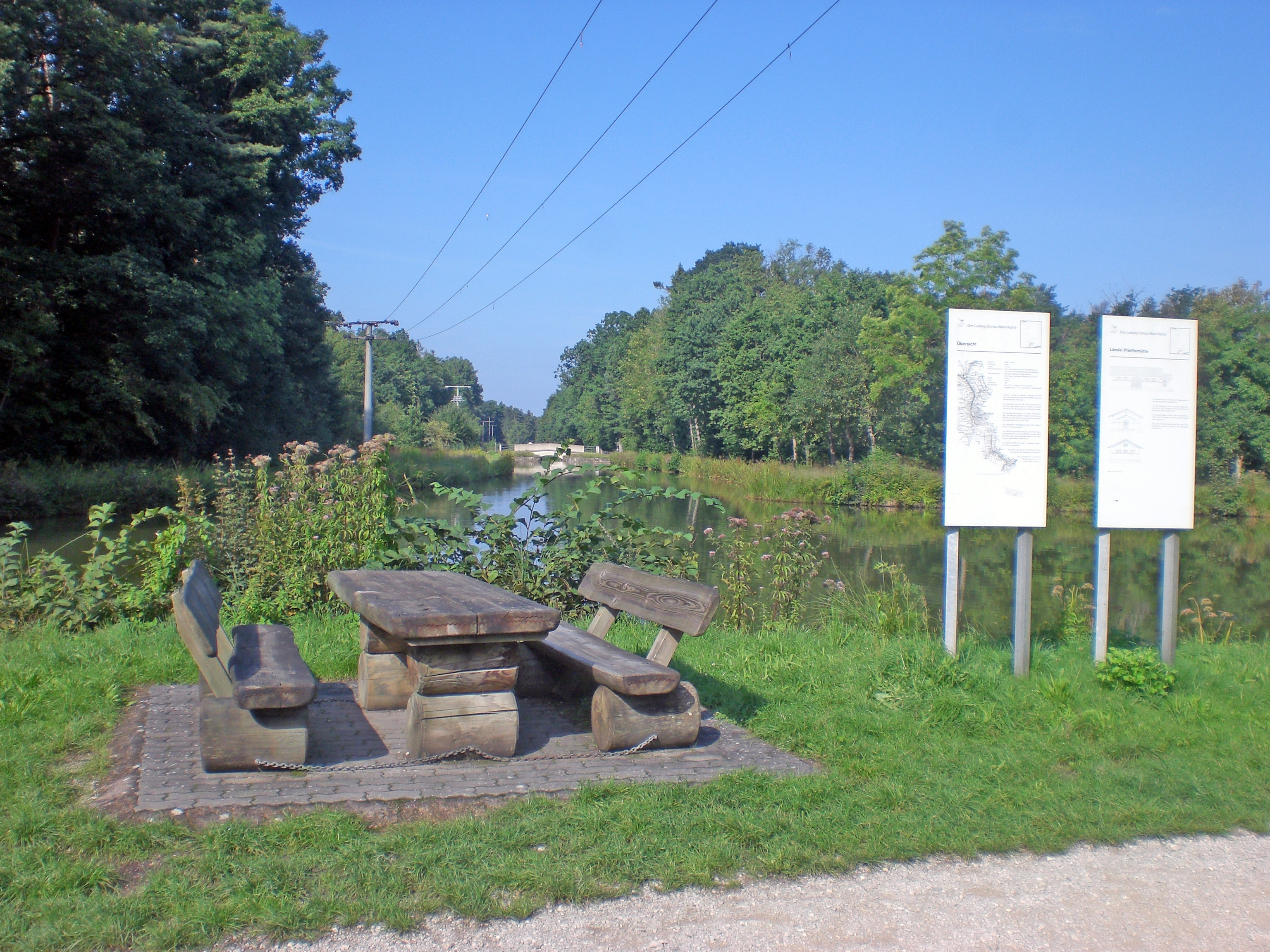
Das Hafenbecken des Alten Kanals in Pfeifferhütte (2023)

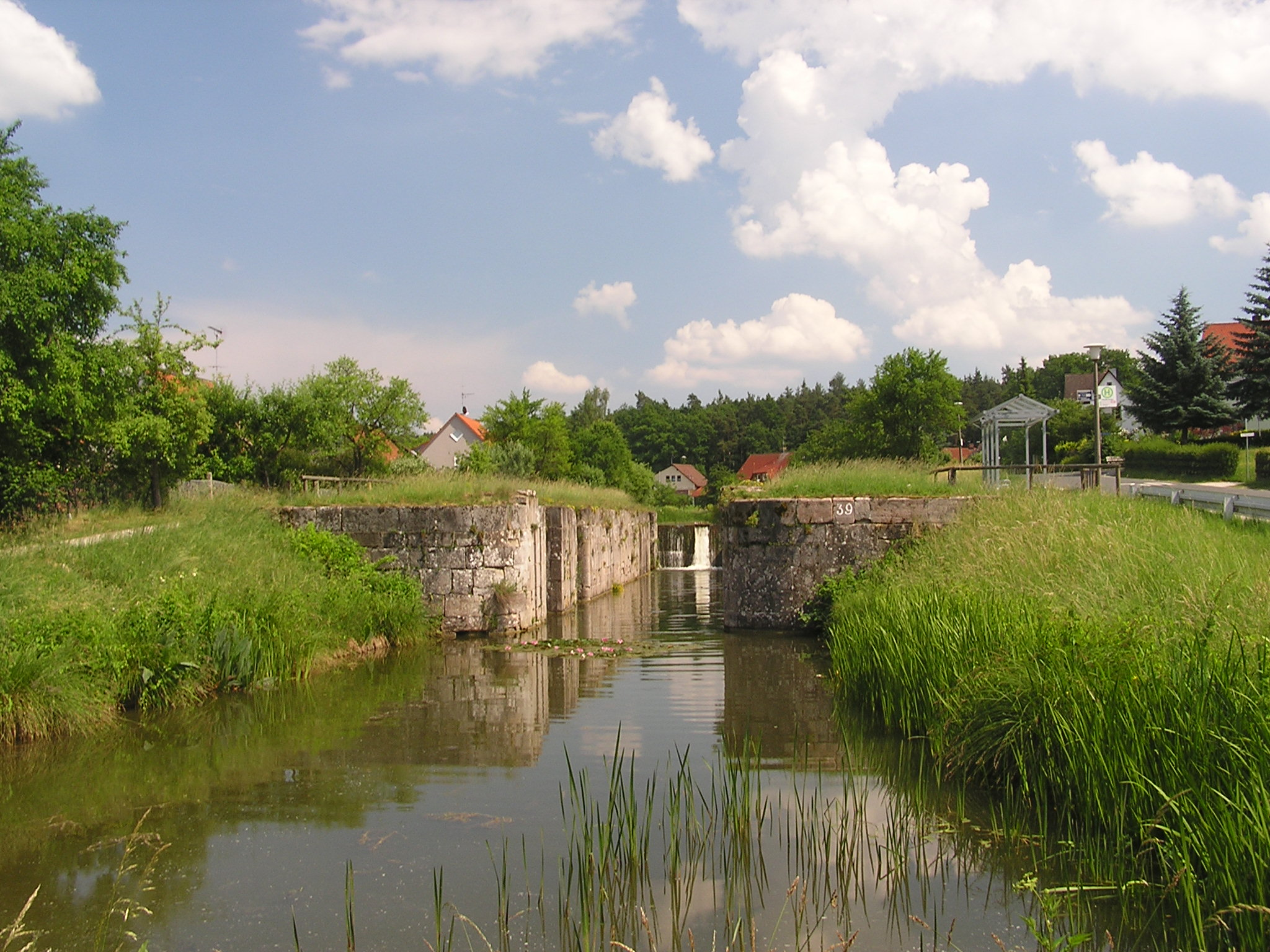
Alter Kanal

Der Ursprung von Pfeifferhütte liegt im Jahre 1714. Durch die Genehmigung des markgräflichen Oberamtmanns von Burgthann konnte der blinde Michael Götz unterhalb von Lindelburg eine Bettelhütte errichten. Sich und seine Familie ernährte er dadurch, dass er „irdene Tabakspfeifen“ fertigte. Zusätzlich befasste er sich mit der Herstellung von Kienöl und Wagenschmiere. Deswegen wurde für den Ort auch der Name Pechhütte verwendet. Später siedelten sich Handwerker, Bauern und ein Wirt an. Für die Landwirtschaft war der Boden zu unfruchtbar.
Heute bewohnen hauptsächlich Pendler die Ortschaft mit dem mittlerweile geschlossenen Schullandheim Pfeifferhütte und dem Pfeifferhütter Schützenverein, aus dem schon deutsche Meister hervorgegangen sind.
Der 1835 bis 1846 erbaute Ludwig-Donau-Main-Kanal führt durch Pfeifferhütte und es gab dort eine Ladestelle (Anlände) für den Güterumschlag und drei Schleusen. Die Wasserstraße diente hauptsächlich für den Export von Forst- und Agrarerzeugnissen und dem Import von Kohle und Baustoffen. 1950 wurde der Ludwigskanal wieder aufgelassen, die Anlegestelle fiel ruinös und steht heute ebenso wie die im Gemeindegebiet erhalten Schleusen 36–43 und dem Mühlbachdamm unter Denkmalschutz.
Pfeifferhütte wurde 1959 von der Gemeinde Burgthann zur Gemeinde Lindelburg umgegliedert, die am 1. Januar 1972 nach Schwarzenbruck eingemeindet wurde.

### Einwohnerentwicklung
| Jahr          | 1987 | 2013 | 2017 | 2023 |
| Einwohnerzahl | 413  | 561  | 553  | 575  |

## Wirtschaft und Infrastruktur
In Pfeifferhütte gibt es einen Gasthof, einen Bäcker und ein Hotel.

## Kultur

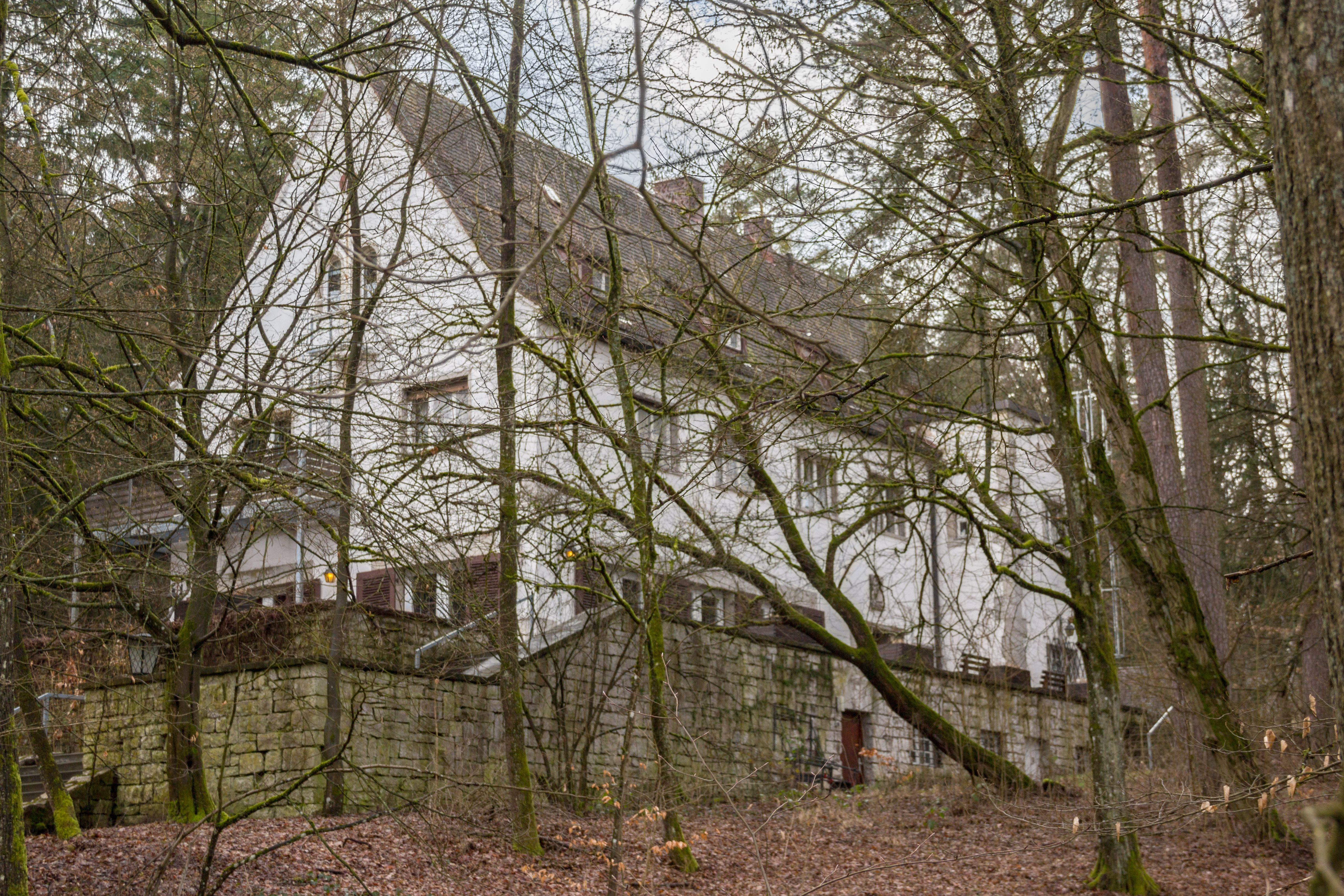
Ehemaliges Haus von Hermann Göring, jetzt Kultur- und Begegnungsstätte Villa Flaire

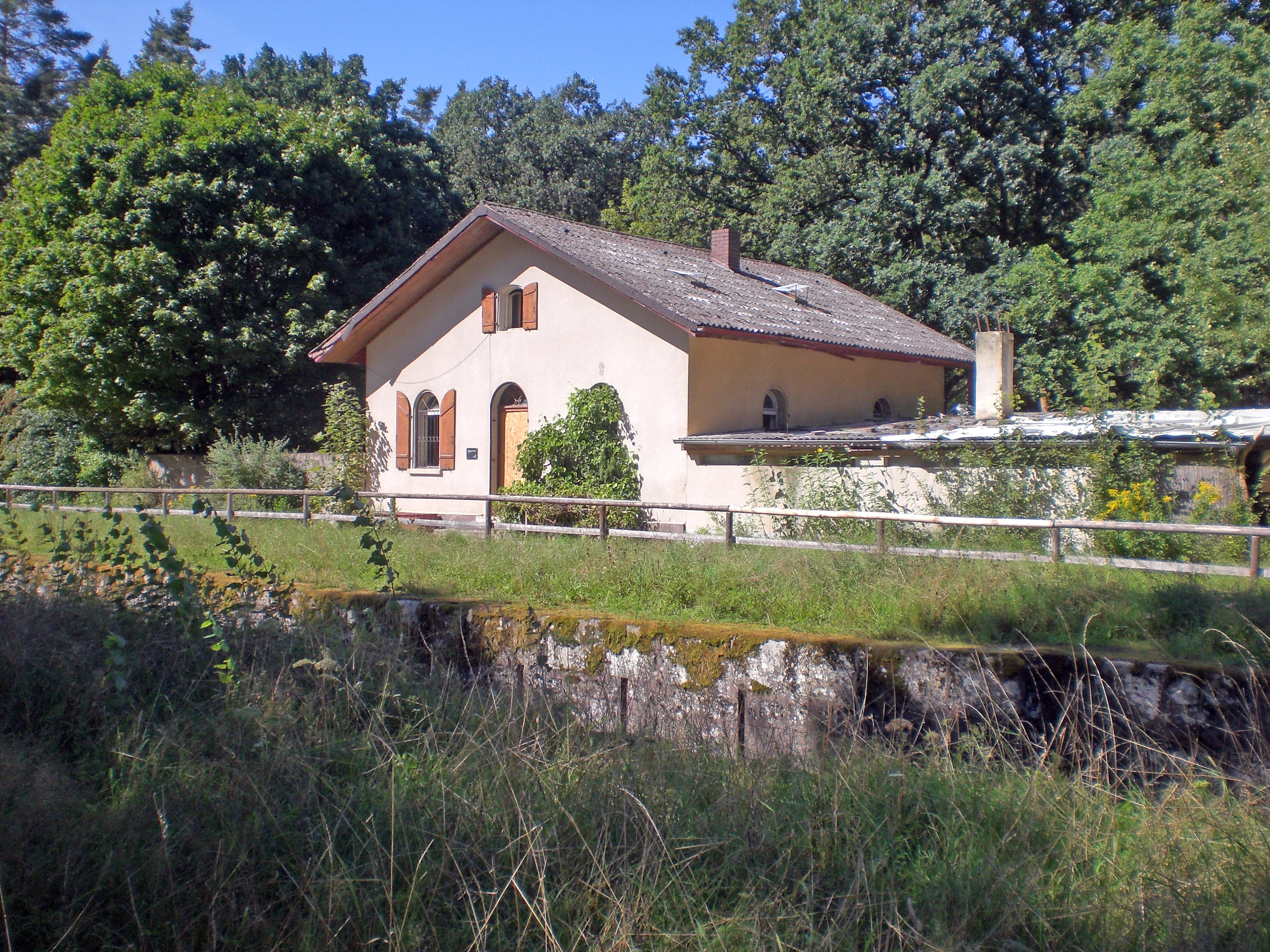
Ehemaliges Schleusenwärterhäuschen am Alten Kanal (2023)

2022 kaufte der Verein Laissez-Faire in Pfeifferhütte ein altes Haus, das in der Nazi-Zeit von Hermann Göring und später als Schullandheim genutzt wurde. Der Verein baut es seitdem zu einer Kultur- und Begegnungsstätte mit dem Namen "Villa Flaire" aus.
Vorher hatte der Verein ein ehemaliges Schleusenhaus am Alten Kanal angemietet.